# Julio Casas Regueiro
Pour les articles homonymes, voir Casas.
Julio Casas Regueiro (né le 18 février 1936 à Santiago de Cuba – mort le 3 septembre 2011 à La Havane) est un militaire et homme politique cubain. 
Le 24 février 2008, il est nommé vice-président de Cuba et succède à Raúl Castro au poste de ministre de la Défense.